# Kurt Kelm
Kurt Kelm (* 1. Dezember 1925 in Łódź; † 16. Dezember 2009 in Oranienburg) war ein deutscher Übersetzer. Für seine Übersetzungen polnischer Autoren des 19. und 20. Jahrhunderts erhielt Kelm zahlreiche Auszeichnungen.

## Leben
Kelm, der 1925 als Kind deutscher Eltern in Łódź geboren wurde, wuchs zweisprachig auf. 1944 wurde er zur Wehrmacht eingezogen und kam 1945 in französische Kriegsgefangenschaft. Er besuchte ab 1945 ein Gymnasium für ehemalige polnische Staatsangehörige in La Courtine, das von der Polnischen Exilregierung eingerichtet worden war. Dort legte er 1947 das Abitur ab. Ende dieses Jahres zog er mit seiner späteren Frau Ludmilla, die er während der Schulzeit kennengelernt hatte, nach Naumburg (Saale).
Nach verschiedenen vorübergehenden Tätigkeiten begann er als freier Übersetzer zu arbeiten. 
Kelm besuchte 1954 während eines zweimonatigen Studienaufenthaltes polnische Verlage. Anschließend war er als Verlagslektor bei  Volk und Welt, beim Militärverlag und ab 1972 wieder als freischaffender Übersetzer tätig. Zwischenzeitlich arbeitete er auch einige Jahre als Lehrer. Von 1969 bis 1972 studierte er Polonistik an der Humboldt-Universität zu Berlin. In den Jahren 1965, 1970, 1975, 1979 und 1987 nahm er an Übersetzerkongressen in Polen teil. Er war ab 1957 Mitglied des Schriftstellerverbandes der DDR und ab 1979 der Societas Jablonoviana.
Kelm, der seit 1949 in Oranienburg und Umgebung lebte, starb 2009 an den Folgen einer Parkinson-Erkrankung.

## Auszeichnungen
- Übersetzerpreis des polnischen Autorenverbandes ZAiKS 1970
- Medaille des Ministers für Kultur und Kunst der Volksrepublik Polen[2] 1970
- Verdienstorden der Volksrepublik Polen in Gold für übersetzerische Tätigkeit 1975
- Verdienstmedaille der DDR für übersetzerische Tätigkeit 1980
- Ehrenmedaille der Societas Jablonoviana 1981
- Übersetzerpreis des Verlags Volk und Welt 1985

## Übersetzungen
Kurt Kelm übersetzte mehr als 60 Bücher unterschiedlichen Genres, u. a. auch etwa 20 Kinder- und Jugendbücher.

### Prosa
- Jerzy Andrzejewski
- Bohdan Arct
- Adam Bahdaj
- Helena Bechlerowa
- Wacław Bieliński
- Kazimierz Brandys
- Roman Bratny
- Alina Centkiewicz
- Czesław Centkiewicz
- Zofia Chądzyńska
- Bohdan Czeszko
- Stanisław Ryszard Dobrowolski
- Jerzy Edigey
- Małgorzata Fornalska (gemeinsam übersetzt mit Ludmilla Kelm)
- Ryszard Frelek
- Stefan Grabiński
- Piotr Guzy
- Józef Hen
- Leopold Infeld
- Jarosław Iwaszkiewicz
- Elżbieta Jackiewiczowa
- Gustav Jarl
- Irena Jurgielewiczowa
- Juliusz Kaden-Bandrowski
- Maciej Kuczyński
- Stanisław Lem
- Jan Litan
- Tadeusz Łopalewski
- Janusz Meissner
- Zofia Nałkowska
- Edmund Niziurski
- Hanna Ożogowska
- Jan Parandowski
- Andrzej Piwowarczyk
- Jerzy Pomianowski
- Jerzy Putrament
- Michał Rusinek
- Maria Rutkiewicz
- Horacy Safrin
- Maciej Słomczyński (Pseudonym: Joe Alex)
- Halina Snopkiewicz
- Jerzy Stefan Stawiński
- Józef Stompor
- Julian Stryjkowski
- Jan Józef Szczepański
- Andrzej Wydrzyński
- Witold Zalewski
- Jerzy Zawieyski
- Stefan Żeromski
- Wanda Żółkiewska
- Wojciech Żukrowski

### Stücke
- Maria Kann
- Tadeusz Różewicz

### Übersetzungen in Anthologien
- Antoni Marianowicz; Ryszard Marek Groński (Hrsg.): Denkspiele – Polnische Aphorismen des 20. Jahrhunderts. Verlag Volk und Welt, Berlin 1973
- Jutta Janke; Hubert Schumann (Hrsg.): Nachbarn. Texte aus Polen. Verlag Volk und Welt, Berlin 1985. Übersetzung der Texte von Jerzy Pachlowski, Ludwik Flaszen, Jan Józef Szczepański und Władysław Tatarkiewicz
- Gyula Kurucz (Hrsg.): Blendende Jahre für Hunde. edition q, Berlin 1993, ISBN 3-86124-174-9. Übersetzung des Romans Spaziergänge mit einem toten Mädchen von Tadeusz Konwicki

## Herausgaben
- Im Westen fließt die Oder. Moderne Prosa über die polnischen Westgebiete. Auswahl und Nachwort von Kurt Kelm. Verlag der Nation, Berlin 1971